# Catemu
Catemu é uma comuna da província de San Felipe de Aconcágua, localizada na Região de Valparaíso, Chile. Possui uma área de 361,6 km² e uma população de 12.112 habitantes (2002).